# Furi Pàcil
Els Furi Pàcil (en llatí: Furii Pacili) foren una branca de la gens Fúria d'origen patrici que portaren el cognomen Pàcil.
Els personatges més destacats d'aquesta família foren:
- Gai Furi Pàcil Fus, cònsol el 441 aC.
- Gai Furi Pàcil, cònsol el 412 aC i fill de l'anterior.
- Gai Furi Pàcil, cònsol el 251 aC.